# Bargansé-Peulh
Ne doit pas être confondu avec Bargansé.
Bargansé-Peulh est une commune située dans le département de Zabré de la province de Boulgou dans la région du Centre-Est au Burkina Faso.